# Линкува
Линкува (лит. Linkuva) — місто на північному заході Литви, адміністративний центр Линкувського староства Пакруоїського району Шяуляйського повіту.

## Географія
Линкува розташована в 18 км від міста Пакруоїс. Залізнична станція. В 6 км від міста бере початок річка Бержталіс.

## Історія
У 1940 році після окупації Литви СРСР усі фабрики та магазини міста були націоналізовані та розпочато депортації. 23 червня 1941 року, після виходу Радянського Союзу з Литви, сотні євреїв, які рятувались на схід від Шяуляя та сусідніх міст, знайшли притулок у Линкуві та залишились там. Більшість євреїв міста була примусово утримана в конюшнях і складах, де на них жорстоко напали. Влітку 1941 року біля села Дварукай було вбито 200 євреїв чоловіків. Жертви прибули з Линкуви разом з єврейськими біженцями, які втекли до села.

## Персоналії
- Владас Гарастас (нар. 1932) — колишній радянський і литовський професійний баскетбольний тренер